# Synagogue de Zabłudów (1640-1941)

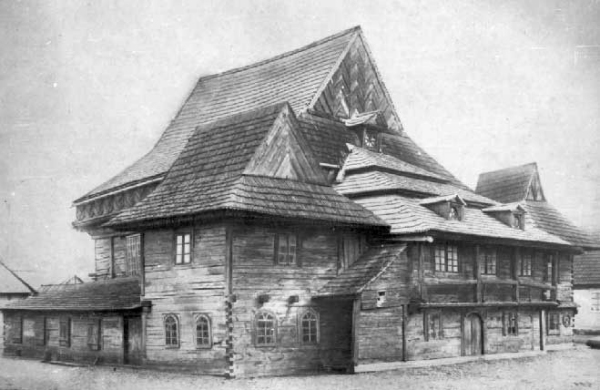
La synagogue de Zabłudów

La synagogue de Zabłudów est une synagogue en bois, construite en 1640 et détruite par les nazis en juin 1941. La synagogue de Zabłudów peut être considérée comme ayant fait partie des plus grands trésors historiques de la culture juive en Pologne.
Zabłudów est une ville polonaise située à 20 km au sud-est de Białystok, peuplée avant la Seconde Guerre mondiale majoritairement par des Juifs. Actuellement la présence juive a été quasiment effacée. 

## Histoire de la communauté juive
Les Juifs sont arrivés à Zabłudów probablement dans les années 1620. Cette communauté est donc la plus vieille communauté juive dans la région de Białystok.  
Les premiers Juifs sont arrivés dans la région après avoir émigré de Mazovie, de Grande-Pologne et de Petite-Pologne. La communauté devient rapidement très importante que les réunions du Conseil juif de Lituanie se déroulent dans la ville. Elle est aussi le siège du Beth Din régional.  
Le prince Christophe Radziwiłł approuve l'installation des Juifs à Zabłudów et en 1638, il autorise la construction d'une synagogue dans la rue Suraska, à six blocs de la place du Marché. La fameuse synagogue en bois de Zabłudów va survivre jusqu'au 24 juin 1941, où elle sera détruite par un incendie allumé par les troupes d'occupation allemandes.  
Le 23 avril 1645, Janusz Radziwiłł, alors propriétaire de Zabłudów, précise les droits des Juifs de la ville et les procédures judiciaires les concernant. Au cours des années suivantes, d'autres documents confirment des droits spécifiques aux Juifs. En 1662, en réponse à une plainte déposée par les sages de la Kahal (communauté) de Zabłudów, les commissaires chargés de la surveillance du domaine, permettent aux Juifs de ne pas apparaitre devant la cour du château avant la troisième citation. Cette loi est d'abord approuvée par Bogusław Radziwiłł en 1665, puis confirmée plus tard par la Louise-Caroline Radziwiłł, margravine de Brandebourg, la propriétaire subséquente de Zabłudów. Aussi en 1662, les commissaires examinateurs établissent des règles ordonnant les relations entre Juifs et Chrétiens dans la ville de Zabłudów. Des lois ultérieures publiées la même année, définissent les punitions applicables aux Juifs. En 1687, les trésoriers de Louise-Caroline Radziwiłł autorisent les Juifs à bâtir des halles sur la place du marché central de la ville.   
La communauté juive est fondée officiellement en 1655 et approuvée par la communauté du district de Tykocin. Le quartier juif est situé dans la partie nord-ouest de la ville. La plus grande concentration de maisons juives se trouve dans le dénommé Coin juif, près de la synagogue. Des Juifs vivent aussi dans les rues Białystok, Suraska, Szkolna, Łaziebna et Przyrzeczna. En 1765 on recense 831 juifs et  922 en 1807.
Au XVIIIe siècle, l'industrie textile se développe à Zabłudów, et des guildes d'artisans juifs sont fondées pour les professions telles que tailleurs ou travailleurs du cuir. L'usine de textile de Nusbaun Sapir est fondée dans la première moitié du XIXe siècle, et dans la seconde moitié de nombreuses usines importantes se créent comme la fabrique de vêtements Asha, deux moulins à vapeur, cinq importantes tanneries et de nombreux ateliers de tissage plus petits. La petite industrie est majoritairement entre les mains des Juifs. 
En plus de la synagogue, on trouve en ville quatre maisons de prière juives et des écoles chrétiennes et juives. La yechiva locale est très renommée pour son haut niveau d'étude. Au tournant du XIXe siècle, un théâtre juif s'ouvre où la majorité des habitants de la ville assiste aux représentations et dont les fonds récoltés servent à financer la bibliothèque populaire juive. Le nombre de Juifs culmine en 1897 à 2 621 sur une population totale de 3 772 habitants, soit 68,8% de la population totale de la ville. La politique devient particulièrement importante vers la fin du XIXe siècle. Les sionistes affiliés à Hovevei Zion (Amants de Sion) commencent leurs activités, et un mouvement de protestation se développe chez les travailleuses juives, exploitées dans les ateliers textiles.   
Entre 1905 et 1925, de nombreux Juifs émigrent pour des raisons économiques, principalement aux États-Unis. L'émigration devient massive après la Première Guerre mondiale, et la population juive qui était de 1 816 en 1921, tombe à 152 en 1931. Cet important déclin est provoqué par la crise économique précipitée par la perte du marché russe après la révolution bolchévique. Malgré tout, plusieurs partis politiques restent actifs à Zabłudów, comme le Poale Zion, le Mizrahi et le Bund, ainsi que les écoles juives. Joachan Mirski est le dernier rabbin de Zabłudów.
Dans les années de l'occupation soviétique en 1939–1941, les artisans et commerçants juifs sont soumis à une collectivisation forcée. De nombreux réfugiés du territoire polonais occupé par l'Allemagne trouvent refuge à Zabłudów. D'après les statistiques, la population juive se trouve multipliée par dix. 
Les Allemands entrent à Zabłudów le 26 juin 1941, et brulent immédiatement un grand nombre de bâtiments en bois de la ville. Ils forcent les Juifs à travailler dans les tanneries ou à la construction de routes et les regroupent dans un ghetto dirigé par un Judenrat (Conseil juif). Le 2 novembre 1942, environ 1 400 Juifs de Zabłudów sont déportés tout d'abord à Białystok où ils sont logés dans une caserne de cavalerie avant d'être envoyés au camp d'extermination de Treblinka où ils sont immédiatement gazés le  21 novembre 1942.
De nos jours à Zabłudów, il n'y a quasiment plus aucune trace de la présence juive d'avant-guerre, ni tanneries ni magasins juifs, plus de Mikvé (bain rituel)  ni de synagogue. Seul reste de cette période au cimetière un Ohel (monument funéraire) d'un rabbin ou tsadik inconnu. Aussi les pinkases (registres de la communauté) datant des années 1650 à 1800 ont survécu jusqu'à présent.

## La synagogue

### Histoire de la synagogue
La synagogue est construite en 1640, après que les Juifs aient obtenu une autorisation du prince Christophe Radziwiłł. Cette synagogue située rue Suraska près de la place du marché sera au cours des ans agrandie et modifiée. Les derniers travaux datent des années 1895 et 1923. 
Lors de l'occupation allemande de la Pologne pendant la Première Guerre mondiale, le prince Auguste-Guillaume de Prusse et sa suite visitèrent la synagogue. Le prince lui-même photographia la synagogue dans tous les sens, si bien que d'autres princes et personnalités visitèrent la synagogue par la suite.  
Lors de la Seconde Guerre mondiale, la synagogue est incendiée par les troupes allemandes le jour de l'occupation de la ville, le 24 juin 1941. À l'emplacement de la synagogue, se trouve actuellement une caserne de pompier. 
Une maquette de la synagogue est exposée au Musée d'art et d'histoire du judaïsme (MahJ) à Paris. Celle-ci d'une dimension de 32x52x45,5 cm a été réalisée à Alger, par les élèves de l'atelier de l’école de l’Organisation Reconstruction Travail (ORT) en 1948-1950.
Une autre maquette de la synagogue de Zabłudów a été réalisée en 2004 à l'Université du Wisconsin dans le cadre d'un projet d'étudiants. 
Cette reconstitution est basée sur des dessins et photographies prises dans les années 1920 par des architectes et des étudiants en architecture de l'École polytechnique de Varsovie. À l'époque, les deux principales raisons de cette étude étaient: Il y avait une crainte réelle que ces magnifiques vieux bâtiments en bois soient vulnérables au feu et la seconde était: l'antisémitisme qui a précédé les nazis. De nombreux bâtiments importants, y compris la synagogue de Gwoździec, ont été délibérément détruits durant la Première Guerre mondiale.  Certains dessins et photographies ont survécu et ont servi à la réalisation de la maquette. 
Une grande maison de prière appelée Grojse Beth Midrash  se trouvait à côté de la synagogue principale. C'est un bâtiment simple avec un toit en croupe, qui ne se distingue des bâtiments avoisinants seulement par l'étoile de David, visible de loin, qui la surplombe. Cette maison de prière, probablement érigée en 1894, est incendiée à l'instar de la synagogue, en juin 1941.

### Architecture de la synagogue
Le hall principal de la synagogue est construit avec des poutres en bois horizontales sur un plan presque carré: 11,30 m x 11,70m.  Les murs ont une hauteur de 6,50 mètres, et le point le plus élevé de la voûte en berceau culmine à 9,75 m.  À l'origine, le hall principal était éclairé par huit fenêtres, deux sur chaque mur, mais avec l'adjonction d'une pièce de prière pour les femmes au premier étage, les fenêtres côté ouest ont dû être supprimées. Déjà en 1646, il avait été décidé de construire une pièce pour les femmes au rez-de-chaussée. Ultérieurement deux pavillons d'angle ont été rajoutés. 
En 1765, une restauration de l'ensemble du bâtiment est entreprise et au début du XVIIIe siècle, le vestibule est agrandi et la pièce pour les femmes construite au-dessus. La forme du toit a été modifiée à plusieurs reprises. 
L'Arche Sainte s'élève sur deux niveaux et est composée d'éléments sculptés de différentes matières, façonnés par plusieurs artistes. 
« Ayant la forme d'une tour, avec des arches et des fenêtres, et sculptée à l'aide d'une hache et d'autres outils tranchants, une bimah exceptionnellement belle se trouve au milieu de la synagogue.
Sur un des chevrons sortant du balcon, à l'opposé de la section des femmes, sont gravés au ciseau les noms des artisans de Brest et de Pinsk ayant construit la synagogue, mais sans indiquer la date de leur travail. À l'intérieur, sur le mur Est sont suspendues des plaques en cuivre avec toutes sortes d'images. Les murs sont recouverts de taches laiteuses, et à certains endroits, ceux-ci ont été brûlés par les bougies en cire attachées aux murs à une époque où aucun autre éclairage n'était connu.
Les murs sont construits tenus par des chevrons larges et très longs, non sciés par des scies à dents diagonales, mais coupés ou sculptés à la hache, car à cette époque, les gens ne sciaient pas les chevrons. »
Les murs sont décorés de fresques murales colorées et de textes de prière. Sans tenir compte des légendes qui furent populaires pendant de nombreuses générations, qui mettaient en garde contre toute modification à l'intérieur  de la synagogue, les rabbins ont quand même accepté que la vieille Arche Sainte soit repeinte et que les marches permettant d'accéder à la bimah soient réparées. Ils ont aussi accepté que les fenêtres soient équipées de vitraux colorés, ainsi que d'autres modifications mineures. 
La synagogue détient une importante collection d'objets liturgiques en argent et de grande valeur historique. Parmi eux, des rouleaux de Torah anciens, une couronne de Torah massive en argent et une menorah unique située sur un pied réalisé spécialement dans ce but. En 1904, un millionnaire américain offrit 5 000 dollars de l'époque (plus de 140 000 dollars actuels) pour ce chandelier. En plus, la synagogue possède de nombreux parokhets (rideaux de l'Arche sainte) réalisés en soie et velours et brodés de fils d'or et d'argent, une boite en argent pour le hazzan (chantre), qu'il utilise pour les quêtes après les Hazkarat Neshamot (prières mémorielles) et un grand broc en argent utilisé par les Cohanim pour se laver les mains, 

### Légendes et rumeurs
Dans les petits villages juifs, ou shtetls d'Europe de l'Est, de nombreuses légendes se sont développées dans ce monde clos, assailli en permanence par les menaces. Ces légendes ont fait le bonheur des écrivains yiddishs ou hébreux de la fin du XIXe siècle et du début du XXe, comme Isaac Bashevis Singer, Cholem Aleikhem ou Mendele Moïkher Sforim.
En 1925, Michael Lifshitz, après avoir visité la synagogue, en fait la description et raconte certaines légendes et rumeurs la concernant: 
« [quand la synagogue a été construite], l'imprimerie n'était pas répandue, et certaines prières (dont certaines inconnues) étaient peintes sur les murs. Au cours du temps, certaines lettres se sont effacées, mais personne n'osa les repeindre. Une rumeur circulait que celui qui serait assez intrépide pour oser le faire, ne pourrait plus dormir. »
« Il y a aussi des histoires concernant des artisans qui ont relevé le défi de rénover la synagogue et qui sont morts dans le cadre de leur travail qui consistait à élargir deux petites fenêtres dans les deux annexes de la section réservée aux femmes, de façon qu'elles puissent écouter les prières du chantre (Hazzan). Peu de temps après la mort des artisans, les fenêtres ont été fermées avec des grilles en bois. Les deux grandes fenêtres sur le mur Est de la galerie des femmes ont aussi été scellées pour des raisons de décence. La haute galerie empêche les femmes de voir ce qui se passe dans la synagogue. Elle ne peuvent qu'écouter la voie du chantre. »
« Dans un des coins de la synagogue, une chandelle éternelle a été placée sur un imposant bougeoir, qui en fait est une simple et très vieille lanterne en bois. L'histoire suivante se raconte sur la lanterne. Il y a presque soixante ans, un des membres de la communauté, Monsieur Białystotski acheta une lampe pour remplacer la lanterne en bois. Il demanda pardon à la lanterne éternelle et la remplaça par la nouvelle lampe. Ceux qui arrivèrent à la synagogue le matin suivant furent saisis de surprise et remplis de peur quand ils trouvèrent que la lampe était cassée en petits morceaux. Immédiatement, ils prirent la chandelle éternelle et la remirent à son ancienne place. »
Lifshitz raconte aussi que dans le Pinkas (annales de la communauté), il y a un arrêté du Gaon rabbin Bendet, auteur de chandelle éternelle, interdisant à la communauté d'embaucher un hazzan (chantre) qui soit en même temps shohet (abatteur rituel). La raison est qu'à l'époque du gaon, le shohet fatigué d'avoir abattu toute la journée une grande quantité de poulets pour les Kaparot, était tombé endormi la nuit de Kol Nidre (prière à la fin de Yom Kippour).  Dans le même Pinkas, le gaon fait paraitre un autre arrêté qui stipule que les morts ne doivent pas être enterrés avec leur talit (châle de prière). Ceci, d'après la légende, parce qu'un jour de Yom Kippour, la synagogue étant exceptionnellement bondée de façon insupportable, la foule s'écria: C'est la faute aux morts qui sont venus à la synagogue et que l'on ne peut pas reconnaitre car ils sont couverts de leur talit comme nous tous. 
Une autre légende dit que le rabbin Bendet avait fabriqué un Golem en argile et que chaque veille de shabbat, il avait l'habitude de couper du bois et de puiser de l'eau du puits. Les personnes âgées disaient que ce jour-là, le Golem se trouvait au grenier, mais pas n'importe qui avait le privilège de le voir.  
L'existence de trois petits cimetières situés près de la partie Est de la synagogue reste un mystère pour Lifshitz. D'après une légende, dans le troisième beit olam (cimetière) qui est le plus petit, et qui possède un arbre juste en son centre, sont enterrés une mariée et son époux décédés tous les deux après avoir attrapé le choléra en se rendant à leurs noces.  

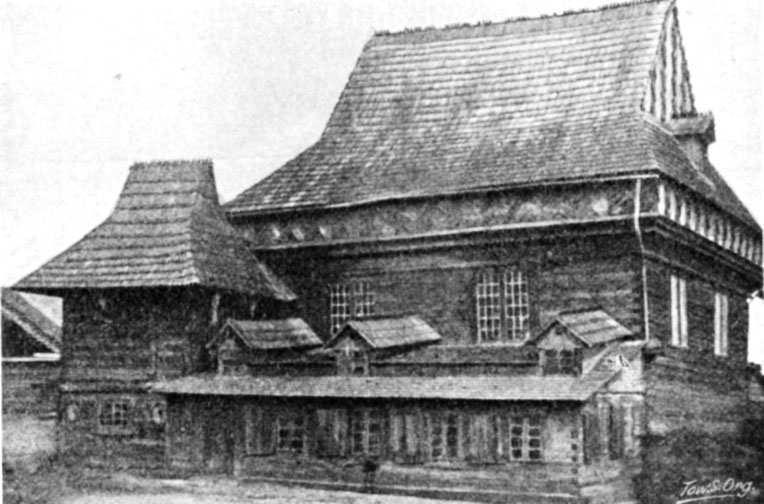
La synagogue
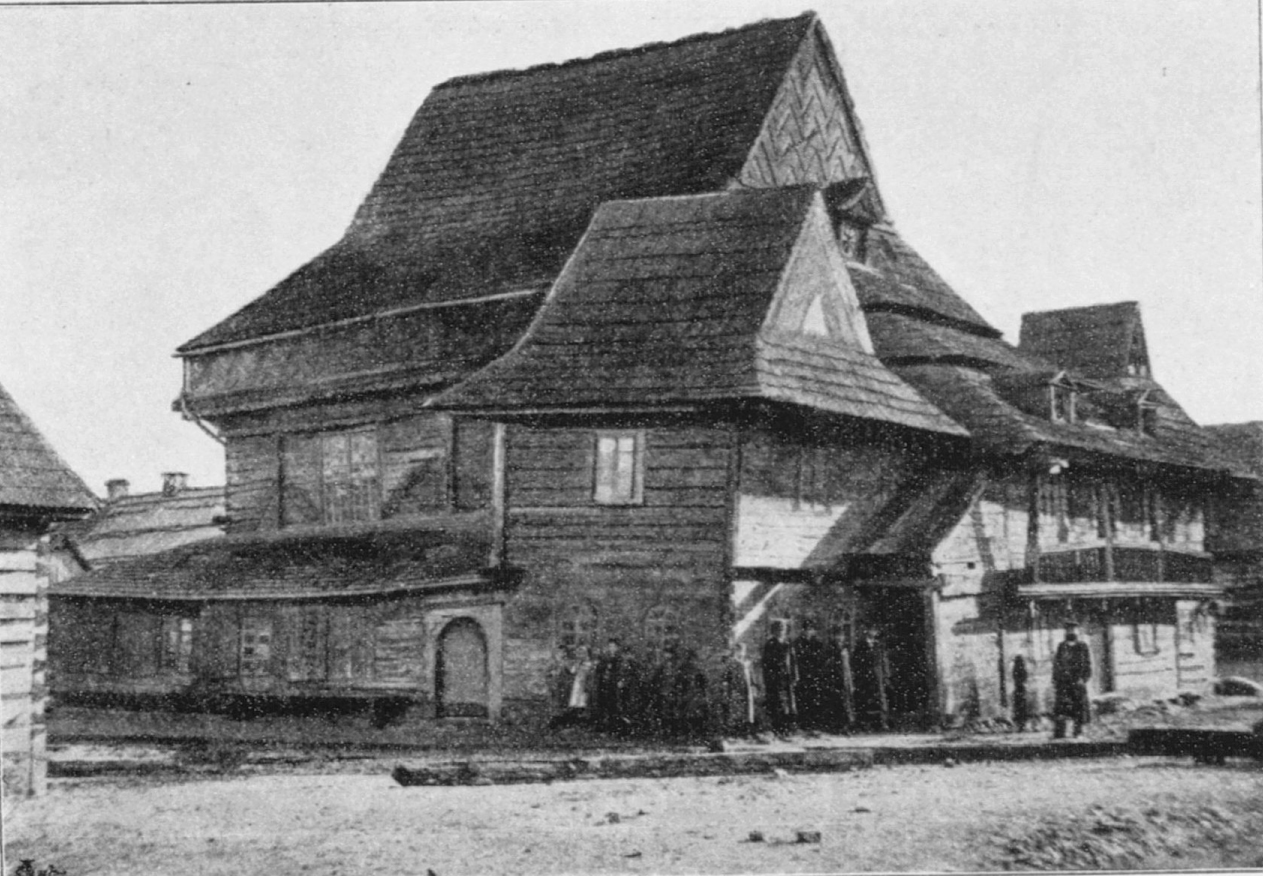
La synagogue
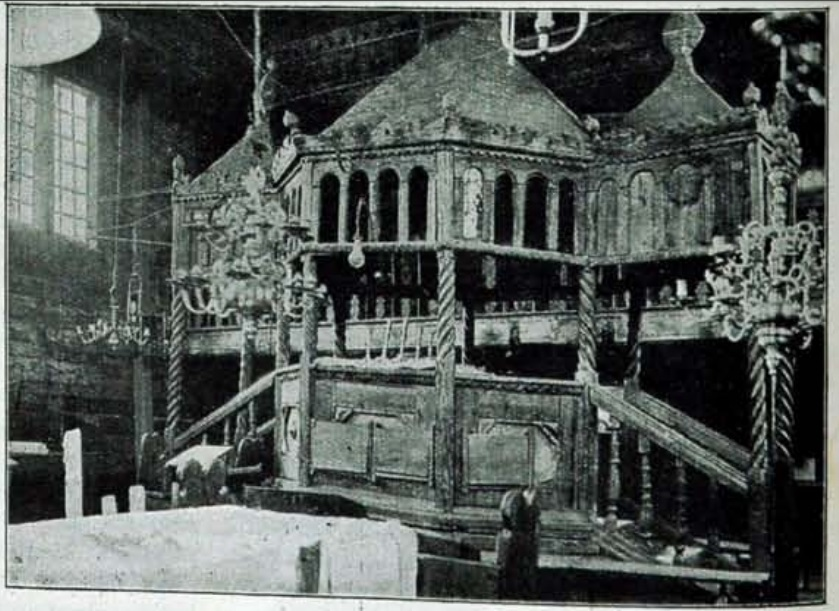
La Bimah